# Foreste di conifere e foreste miste delle Alpi
Le foreste di conifere e foreste miste delle Alpi sono una ecoregione dell’ecozona paleartica, appartenente al bioma delle foreste di conifere temperate, indicate dal WWF con il codice: PA0501. L’ecoregione si estende per 1.200 km dal mar Ligure a sud-ovest fino alla Stiria al centro dell’Austria all’estremità nord-est.
L'ecoregione fa parte dell'ecoregione globale denominata Foreste miste montane dell'Europa mediterranea, inclusa nella lista Global 200.

## Territorio

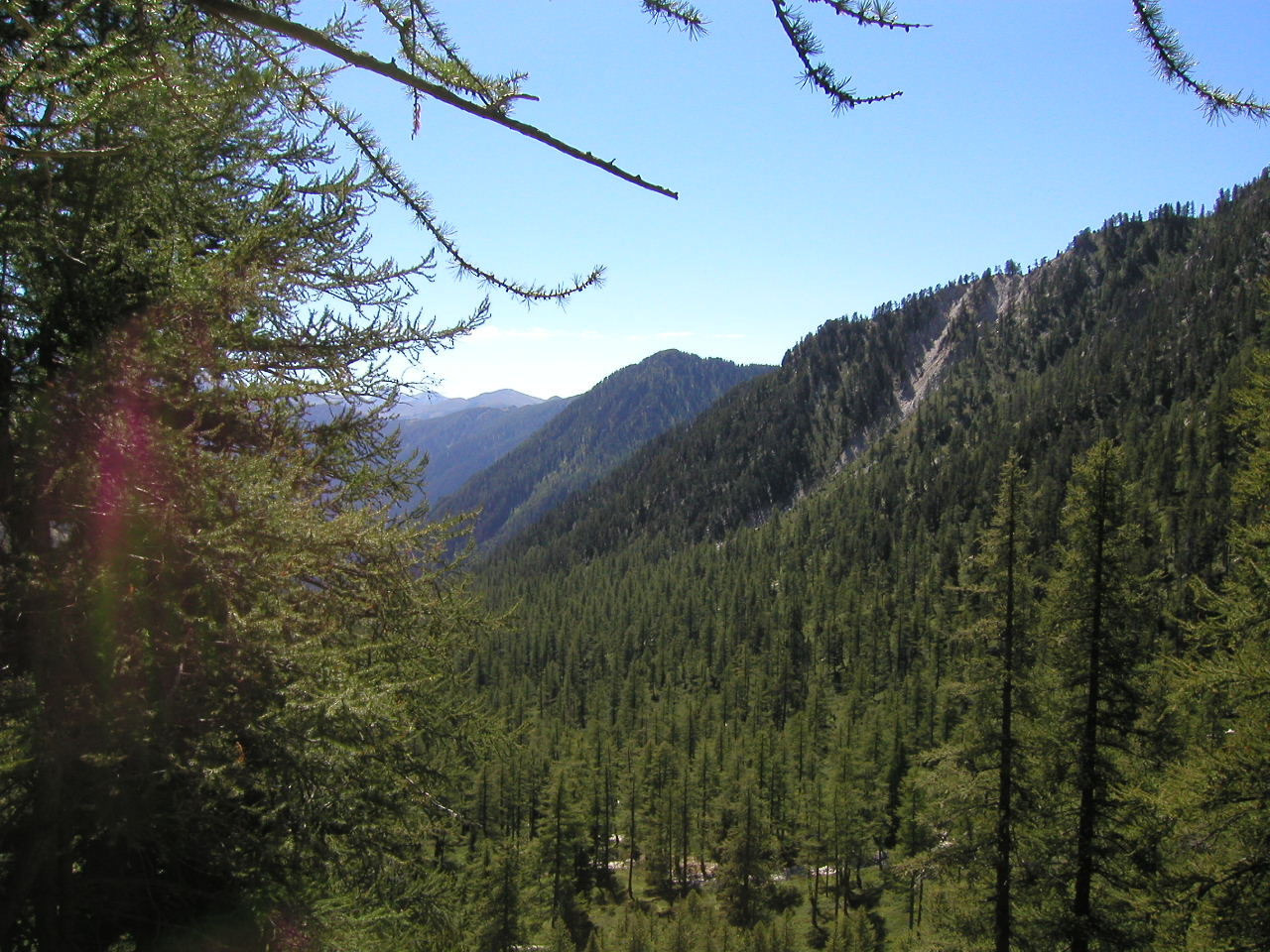
Foresta di conifere nel parco naturale delle Alpi Marittime – Mercantour

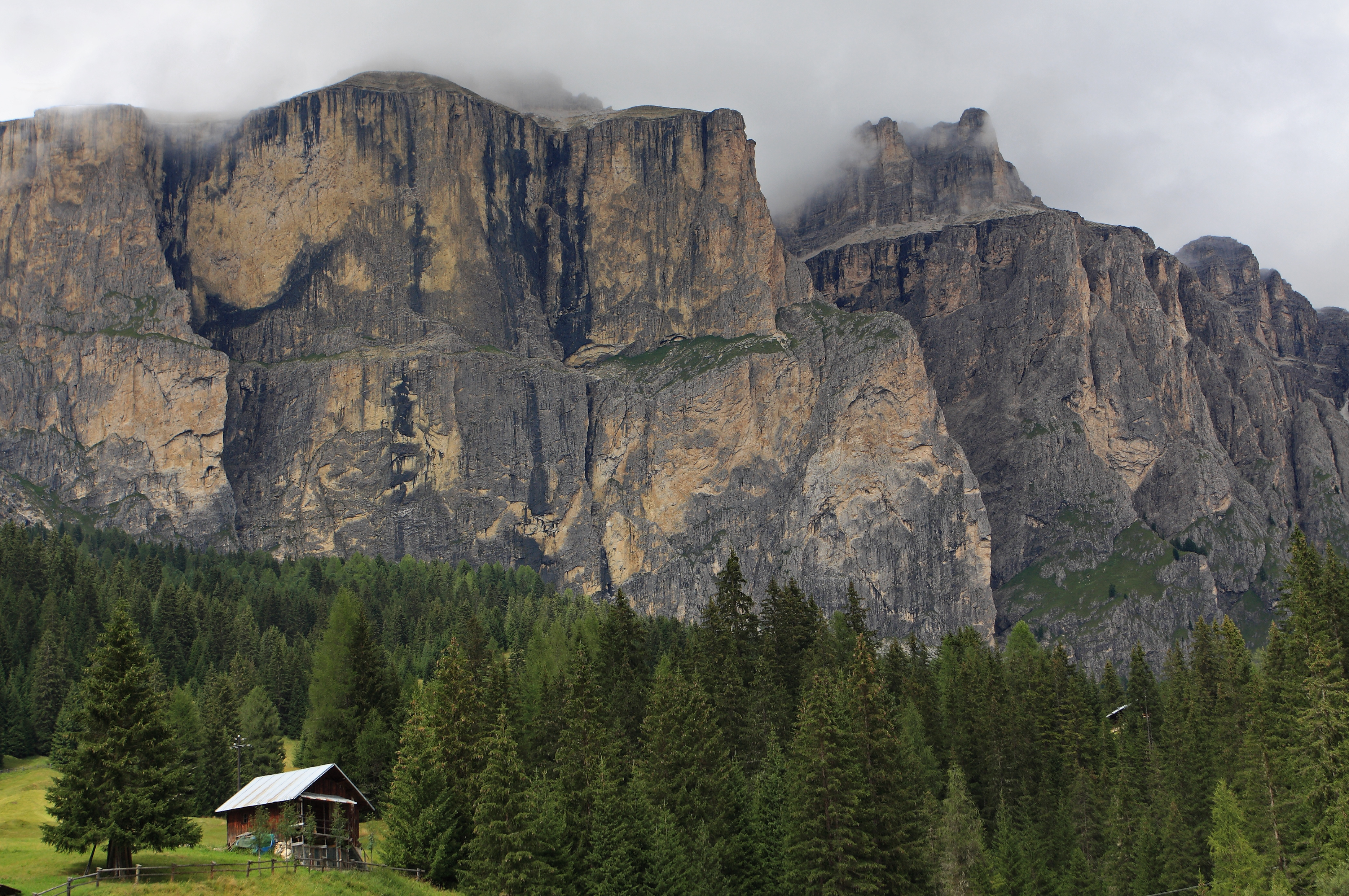
Foresta di conifere ai piedi del Gruppo del Sella, nelle Dolomiti

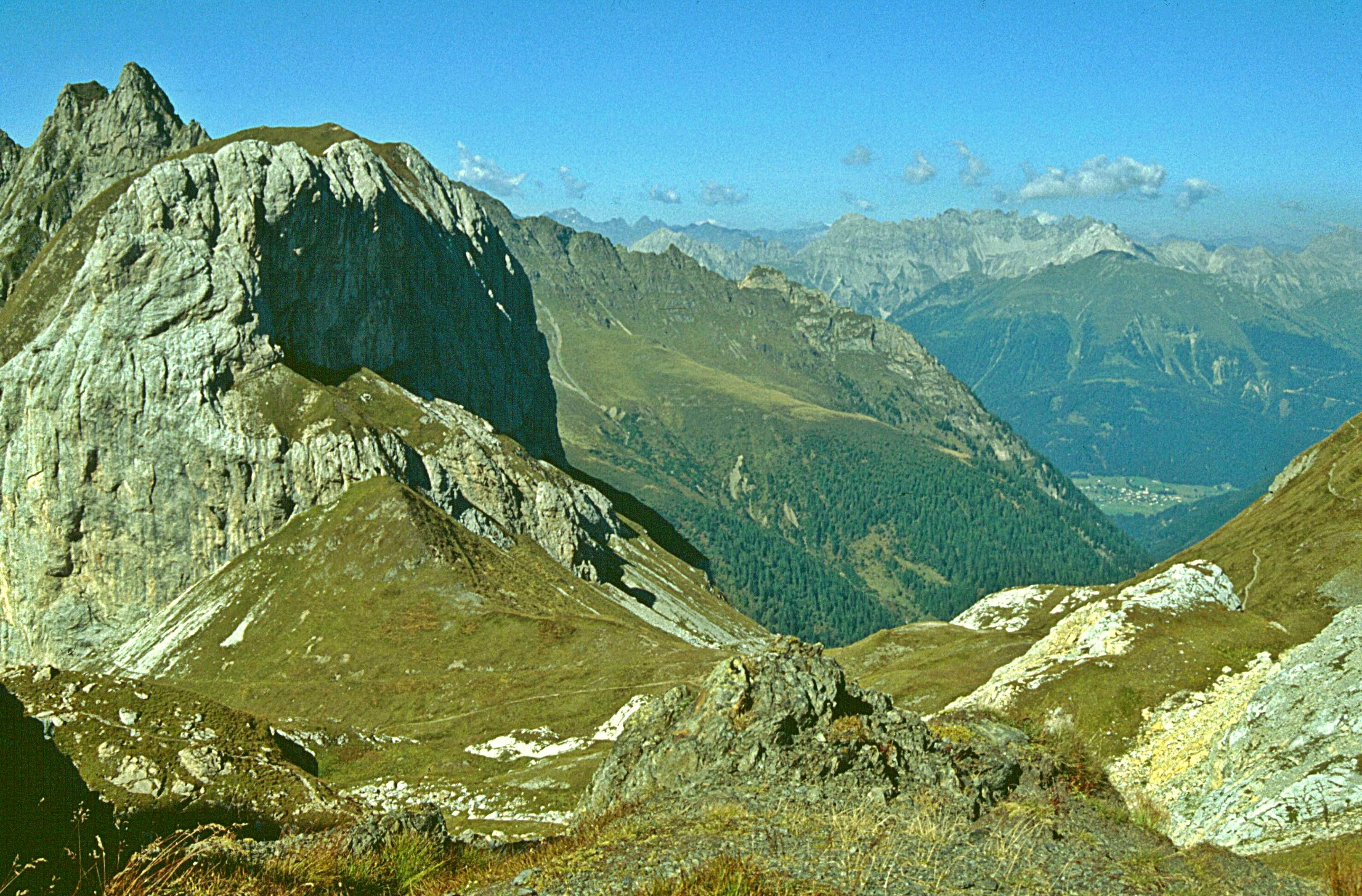
Panorama delle Alpi Carniche

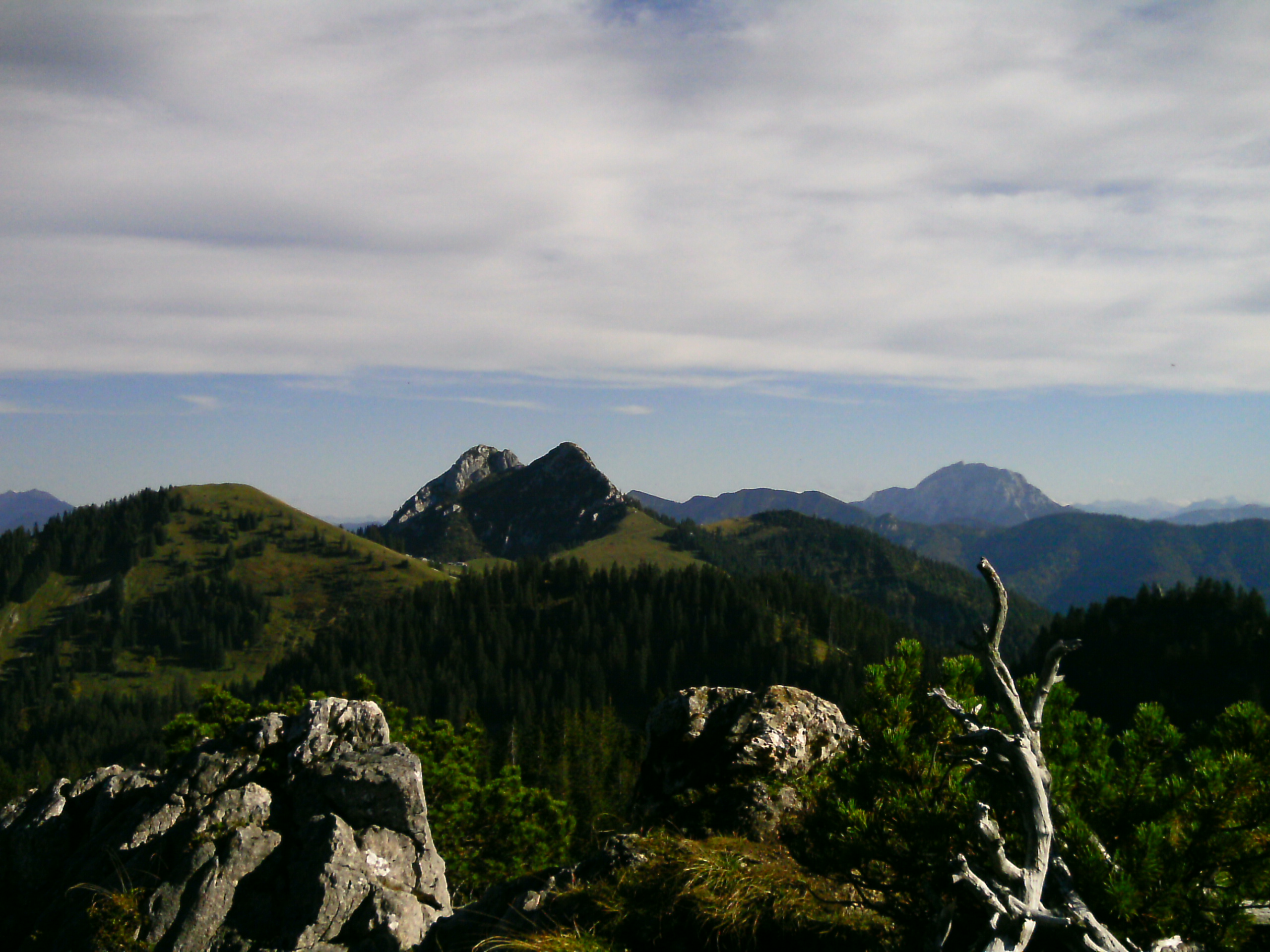
Conifere sparse nelle Alpi Bavaresi

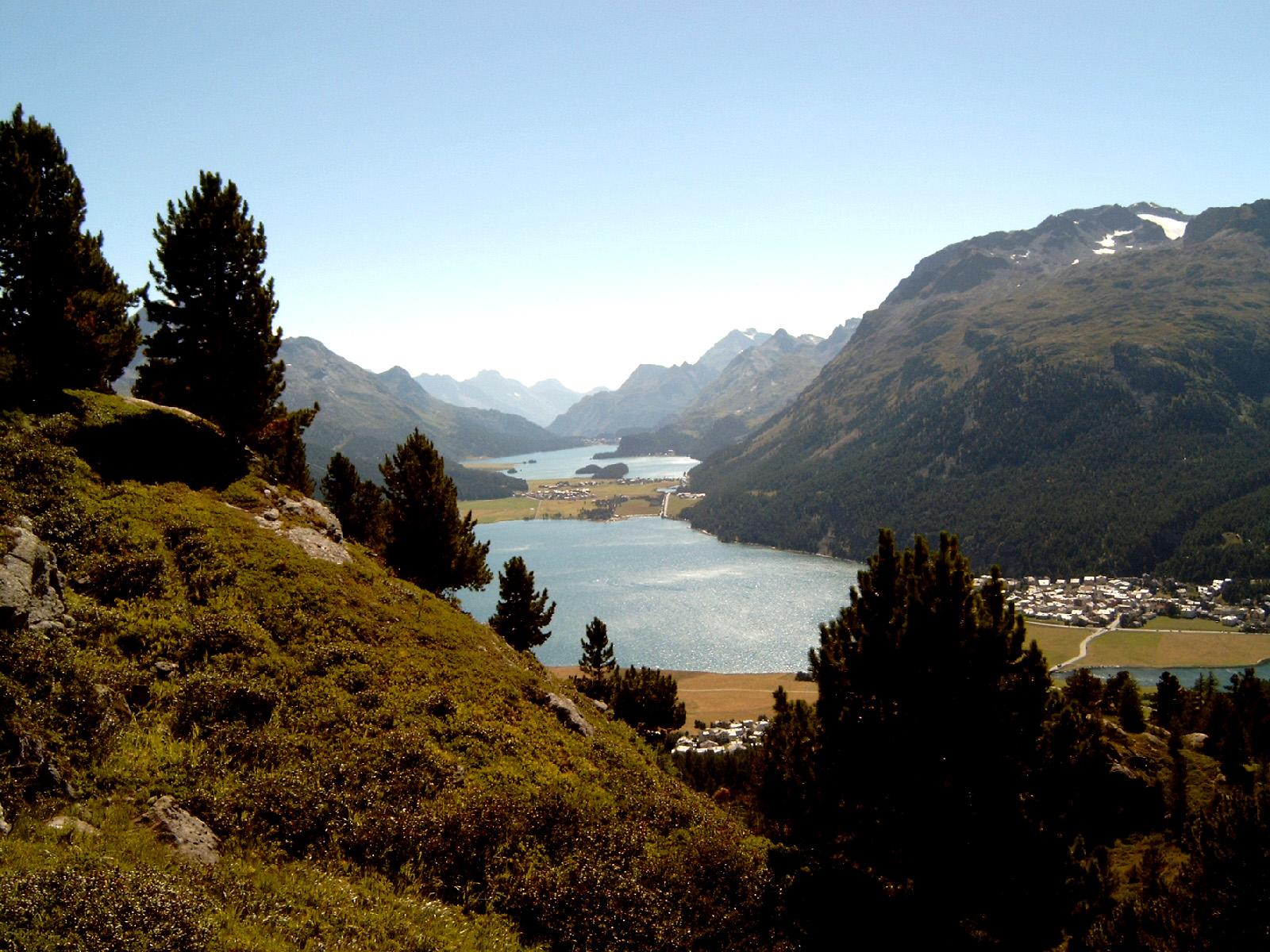
I boschi dell’Engadina a Silvaplana

Le diverse influenze del clima (mediterraneo o continentale), la diversa composizione delle rocce (calcaree o granitiche), la diversa esposizione al soleggiamento (nord o sud) e l’altezza sul livello del mare (le Alpi raggiungono i 4.800 m, quindi i vegetali si sviluppano fino al massimo piano altitudinale consentito dalle proprie potenzialità) determinano una notevole varietà di microclimi e di habitat differenti, pur restando all’interno della stessa ecoregione e di questo risente la composizione della foresta, così come la biocenosi che le caratterizza.

## Flora
Le specie vegetali più caratteristiche dell’ecoregione sono, tra le specie decidue: quercia, rovere, roverella, faggio e larice comune; tra le conifere sempreverdi: abete bianco, peccio, pino mugo, pino cembro e pino silvestre. Al di sopra delle conifere, resistono solo le praterie montane, che occupano il piano nivale.

## Fauna
Nell’ecoregione si trova una vasta ricchezza di biodiversità: circa 80 specie di mammiferi, 200 specie di uccelli nidificano e altrettanti passano nel corso delle migrazioni annuali, sono state registrate anche 21 specie di anfibi (di cui una endemica) e 15 specie di rettili. Per quanto riguarda gli invertebrati, il numero di specie si potrebbe moltiplicare per 20, ma un terzo di queste sono minacciate in qualche modo.
Dal punto di vista faunistico, i tre grandi carnivori sono quelli che attirano la maggiore attenzione perché, trovandosi al vertice della piramide alimentare, ne testimoniano la salute o, al contrario, la precarietà. 
Il lupo, dopo essere scomparso da 70 anni, ha ricominciato a colonizzare le valli delle Alpi, a cominciare dalle Alpi Marittime nel 1992. Anche in Austria, dopo ripetuti avvistamenti a partire dal 2009, è stata documentato il primo episodio certo di riproduzioni locale di lupi.
L’orso bruno è presente nella parte orientale, in continuo con le Alpi Dinariche, dove è più numeroso. Nell’ecoregione sono stati rilevati circa 500 esemplari, quasi tutti in Slovenia, con alcune presenze nell’Italia nord-orientale.

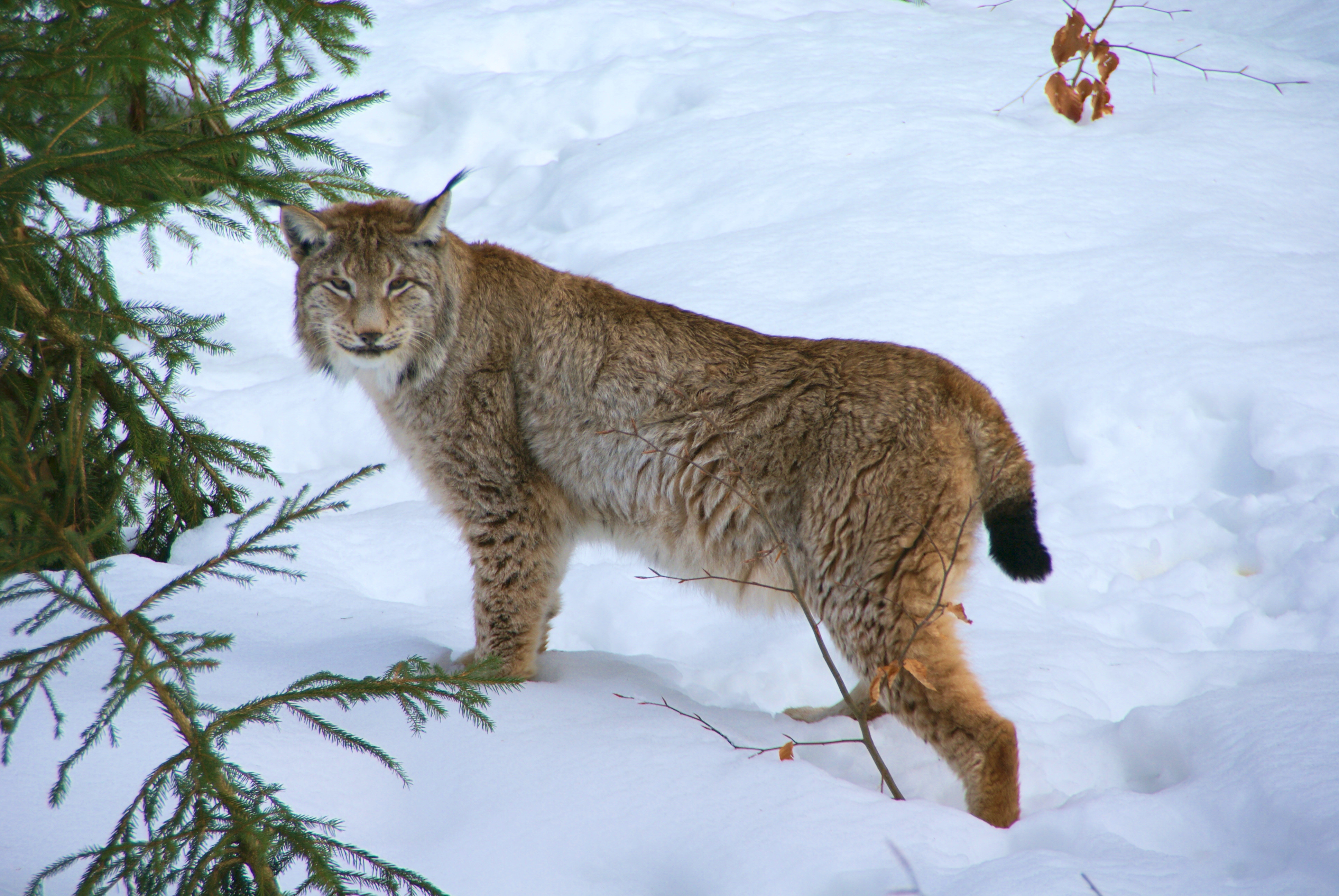
Lince eurasiatica nel parco nazionale della foresta bavarese

Il terzo dei grandi carnivori presenti nell’ecoregione è la lince eurasiatica, la cui popolazione è stimata intorno a 130 esemplari, per lo più concentrati in Svizzera e nella parte occidentale della Slovenia a cavallo tra questa ecoregione e quella delle foreste miste delle Alpi Dinariche.

## Popolazione
La zona è abitata da più di 11 milioni di persone: pur non comprendendo nessuna area metropolitana di dimensioni rilevanti, il territorio è punteggiato di insediamenti minori e attraversato da importanti vie di comunicazione che collegano l’Europa centrale al bacino mediterraneo, oltre che sopportare la presenza di una rete di strade di interesse locale e regionale che garantiscono l’accesso alle valli. Tuttavia, nell’ecoregione si trovano ancora ampie aree di ambiente naturale selvaggio (la cosiddetta wilderness), dove l’uomo non è scomparso, ma ha un impatto limitato. In genere, lo spazio delle Alpi è oggetto di multipli interessi, non sempre coincidenti, ma organizzati in diverse forme per provare a raggiungere una sintesi ottimale nella definizione di scelte e priorità che ognuno degli attori sociali interessati riconosce reciprocamente influenti dal punto di vista ambientale: i principali, con ambito di azione su tutto lo spazio dell’ecoregione sono la Convenzione delle Alpi, istituita nel 1991 e il programma di cooperazione territoriale Spazio Alpino.

## Conservazione
Nell’ecoregione esistono numerose aree protette, vari parchi nazionali e numerosissimi parchi regionali e altre zone soggette a diverso tipo di protezione. La rete alpine delle aree protette ne raccoglie circa 900, rappresentate in questa mappa, che coprono circa il 28% dell’intero territorio.